# ایهور ملنیک (بازیکن فوتبال، زاده ۱۹۸۳)
ایهور ملنیک (انگلیسی: Ihor Melnyk؛ زادهٔ ۵ مارس ۱۹۸۳) بازیکن فوتبال اهل اوکراین است.
از باشگاه‌هایی که در آن بازی کرده‌است می‌توان به باشگاه فوتبال قبله، باشگاه فوتبال ماریوپول، و باشگاه فوتبال متالیست خارکوف اشاره کرد.